# Godzilla: Unleashed
 (août 2017).
Si vous disposez d'ouvrages ou d'articles de référence ou si vous connaissez des sites web de qualité traitant du thème abordé ici, merci de compléter l'article en donnant les références utiles à sa vérifiabilité et en les liant à la section « Notes et références ».
Godzilla: Unleashed est un jeu vidéo de combat sorti en 2007 sur PlayStation 2 et Wii. Il a été développé par Pipeworks Software et édité par Atari Inc.. Il a été porté sur PlayStation Portable ainsi que sur Nintendo DS sous le nom de Godzilla Unleashed: Double Smash. Godzilla: Unleashed regroupe un total de 26 monstres jouables.

## Synopsis des versions Wii et PlayStation
Une pluie de mystérieux astéroïdes provoque des bouleversements et l'apparition de cristaux dans le monde entier. Les cristaux appartiennent en fait à Space Godzilla. L'humanité est tourmentée entre des monstres aux intentions hostiles et les Vortaaks, une race extraterrestre bien décidée à envahir la Terre. Le sort de l'humanité est entre les mains des monstres mécaniques et des monstres de l'île aux monstres, dont Godzilla.

## Synopsis de la version DS
Des météorites tombent sur la Terre, ce qui provoque une instabilité climatique. Un Monstre (Godzilla, Gigan, Anguirus, Krystalak ou Megalon selon la volonté d(u/es) joueur(s)) et son pote volant (Mothra, Battra, King Ghidorah, Rodan ou Destroyah d'après la décision d(u/es) joueur(s) également) partent à l'aventure pour affronter d'autres Créatures dont Space Godzilla.